# Gyula Kincs
Gyula Kincs (n. 16 august 1859, Zalău, Sălaj, România – d. 31 decembrie 1915, Zalău, Sălaj, România) a fost un profesor, jurnalist și istoric local maghiar din Zalău.
A predat la Colegiul Reformat din Zalău, căruia i-a fost director și a a avut o relație specială cu discipolul său, Ady Endre, la formarea căruia a contribuit semnificativ. Printre elevii săi s-a aflat și Iuliu Maniu. Ca și intelectual de marcă al vremii sale s-a implicat în presa de limbă maghiară, fiind redactor și editor al ziarului Szilágy. În arhive se păstrează corespondența sa cu diferite personalități ale epocii.